# Terpsichóri Chryssouláki-Vláchou
Terpsichóri Chryssouláki-Vláchou, en grec moderne : Τερψιχόρη Χρυσουλάκη-Βλάχου (1926  - juin 1944), est une opératrice radio grecque opérant pour la résistance crétoise, pendant la Seconde Guerre mondiale. Âgée de 18 ans, elle est capturée par les nazis puis  elle est exécutée. 

## Biographie
Terpsichóri Chryssouláki-Vláchou naît à Sitía, en 1926, sur l'île de Crète, en Grèce. Elle est l'une des nombreuses femmes crétoises qui ont répondu avec enthousiasme et passion à l'appel national lancé par le gouvernement grec pour lutter contre l'occupation de la Grèce pendant la Seconde Guerre mondiale. Cachée dans le monastère de Toplou, son expérience d'opératrice radio lui permet d'aider le mouvement de résistance,.

En juin 1944, elle est arrêtée et condamnée à mort. À l'âge de 18 ans, elle est emmenée à la prison d'Agiá et exécutée. Mais avant son exécution, elle écrit sur le mur de sa cellule : 

« J'ai 18 ans et je suis condamnée à mort. J'attends le peloton d'exécution d'une minute à l'autre. Vive la Grèce ! Vive la Crète ! »